# Katja Koren
Katja Koren (Maribor, 6. kolovoza 1975.) je bivša slovenska predstavnica u alpskom skijanju.
Najveći uspjeh u svojoj karijeri Katja Koren ostvarila je na Olimpijskim igrama 1994. godine u Lillehammeru gdje je osvojila srebrnu medalju u slalomu.
Od 2008. godine politički je aktivna u Slovenskoj demokratskoj stranci.

## Pobjede u Svjetskom kupu
| Datum               | Lokacija | Disciplina      |
| ------------------- | -------- | --------------- |
| 22. prosinca, 1993. | Flachau  | Superveleslalom |

## Vanjske poveznice
- Staitstike FIS-a  Arhivirana inačica izvorne stranice od 18. siječnja 2012. (Wayback Machine)